# دیوید ادوارد گلدبرگ
دیوید ادوارد گلدبرگ (انگلیسی: David E. Goldberg؛ زادهٔ ۲۶ سپتامبر ۱۹۵۳) دانشمند در زمینه الگوریتم ژنتیک اهل ایالات متحده آمریکا است.